# Itapaci
Itapaci este un oraș în Goiás (GO), Brazilia.